# Gurupi
Gurupi este un oraș în Tocantins (TO), Brazilia.